# Heerweg (Romeinse Rijk)

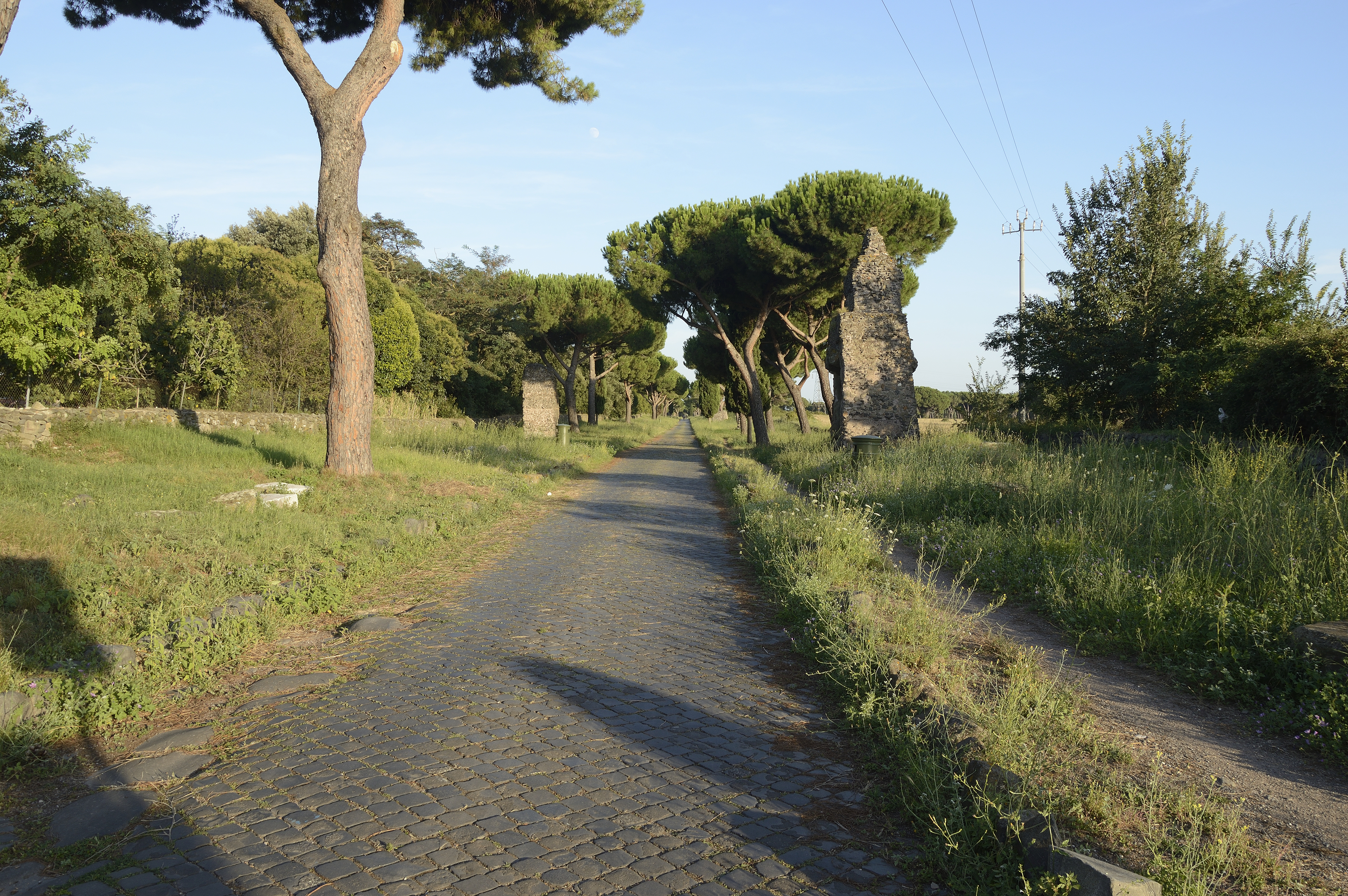
De bekendste heirbaan is de Via Appia, hier nabij Rome

Een heerweg, heirbaan of heerstraat was een strategisch aangelegde verharde langeafstandsweg in het Romeinse Rijk. Het Romeinse wegennet was van cruciaal belang voor de expansie van het Rijk omdat het troepenbewegingen, koerierdiensten en bevoorrading veel efficiënter en sneller maakte. Daarnaast bevorderde het wegennet de handel. Het spreekwoord "Alle wegen leiden naar Rome" verwijst naar de eeuwenlange faam van de Romeinse wegen.
Historici maken een onderscheid tussen een via publica (hoofdweg) en een deverticulum (zijtak). De term "heirbaan" is een overkoepelende benaming voor (Romeinse en) middeleeuwse hoofdwegen.
Naast de verbindingen over land waren de verbindingen over de grote rivieren en over zee van vergelijkbaar of groter belang, deels omdat daar geen hindernissen als bergen en kloven waren, deels omdat er grotere hoeveelheden mensen en materiaal over vervoerd konden worden. 

## Geschiedenis

### Kenmerken
De heirbanen waren verharde wegen. Vermoedelijk volgden ze ook de meestal oudere Keltische paden. De planning en het onderhoud was een verantwoordelijkheid van de regionale prefect. Daarvoor deed deze vaak een beroep op legereenheden. De arbeiders moesten eerst een bedding uitgraven. Daarin stortte men een fundering van grote stenen. Hierop kwamen twee lagen: een basislaag van leem of zand en het wegdek uit grind. Zo ontstond een bolvormig weglichaam, de agger. De agger was minimaal 5 m breed, met links en rechts een onverharde strook voor vee.

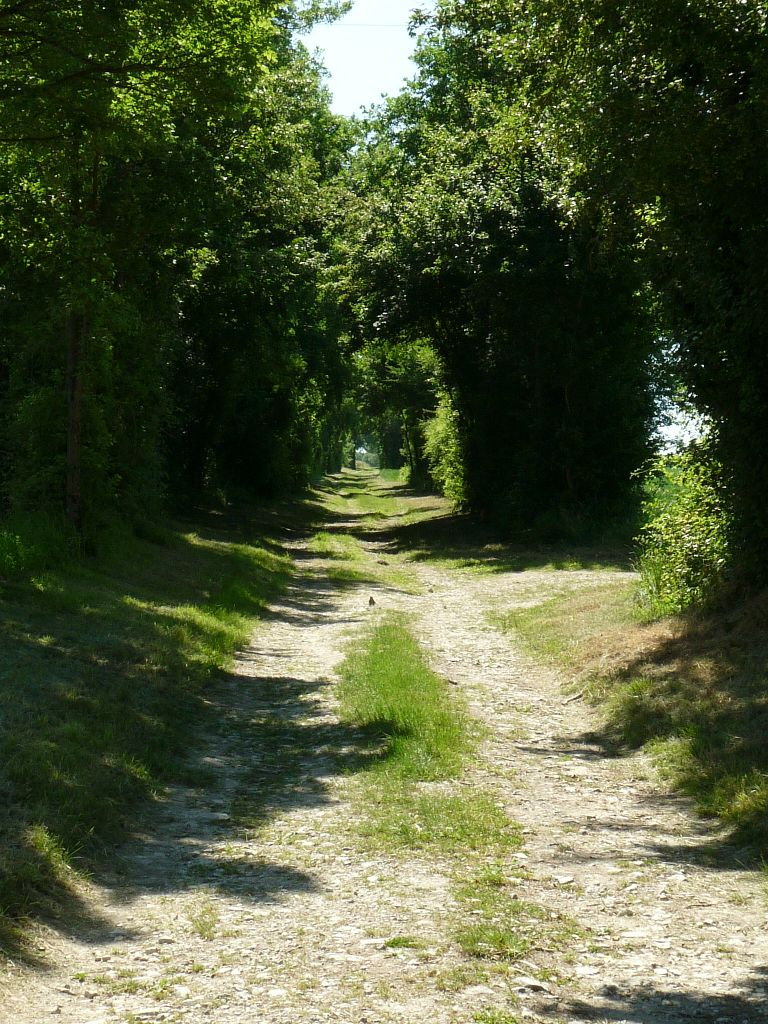
De rue des Romains, nabij Dorgeville
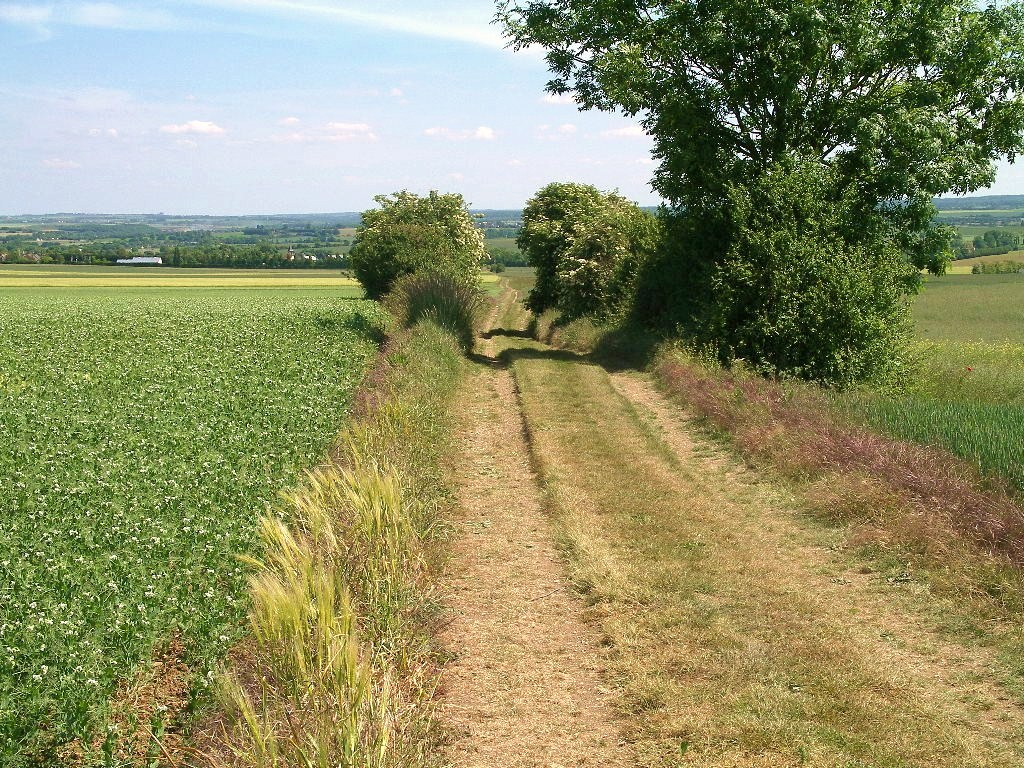
Restant van het gedeelte Sées–Bayeux

In de steden waren de hoofdwegen vaak geplaveid, met kasseien of platte stenen. Buiten de steden werd dit zelden toegepast, omdat het niet comfortabel was op lange reizen. Daar ging men enkel over tot plaveien indien een gedeelte moeilijk begaanbaar was, bijvoorbeeld wegens een onstabiele ondergrond. Enkele heirbanen in Italië vormen hierop een uitzondering, zoals de Via Appia die geplaveid is over de volledige lengte.

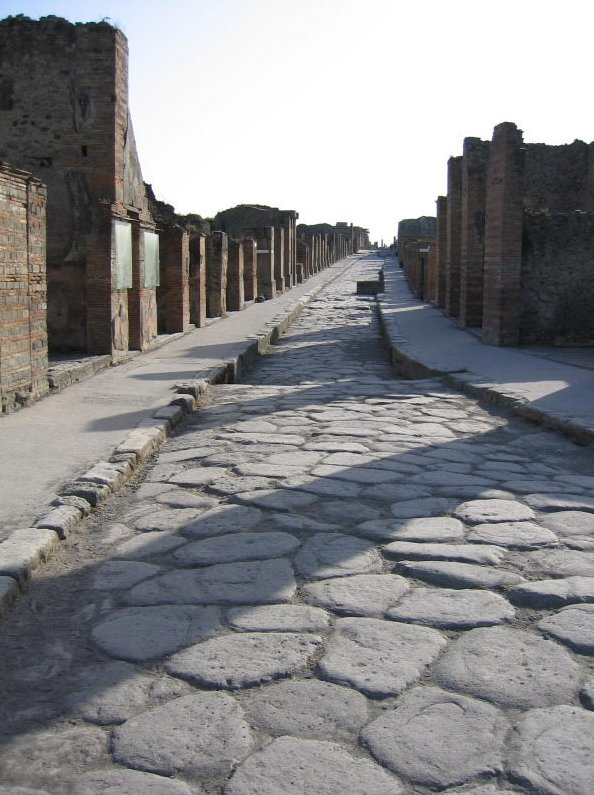
Geplaveide straat in Pompeï
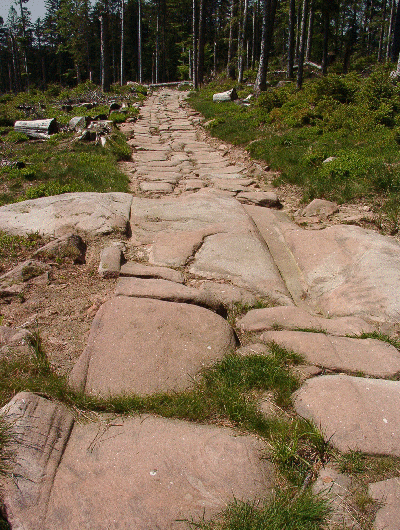
Bosweg met stenen wegdek, Raon-lès-Leau

De Romeinse ingenieurs hielden zich zoveel mogelijk op hoge gronden. Moest men toch door vochtig terrein, dan werden grachten aangelegd voor de vlotte afwatering. Van de limesweg is bekend dat hij op moerassige plaatsen naar Keltisch voorbeeld werd aangelegd als knuppelpad en dan over vele kilometers een houten bekisting kreeg. Kleine waterlopen werden zoveel gekruist ter hoogte van een voorde, soms ook door middel van een vonder. Bij diepere rivieren werd doorgaans een verbinding per pont onderhouden of werd een brug gebouwd.

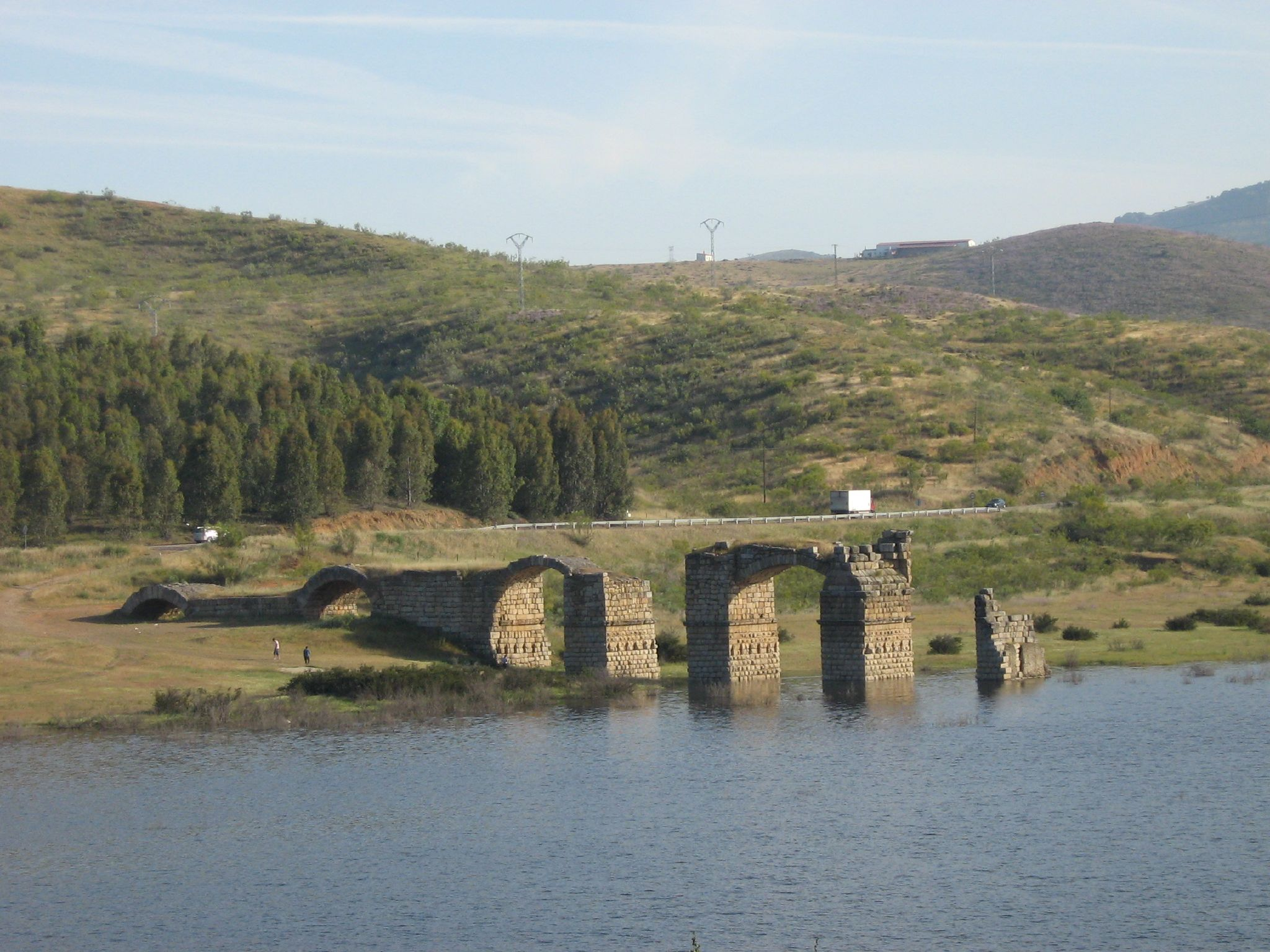
Romeinse brug over de Taag, Spanje
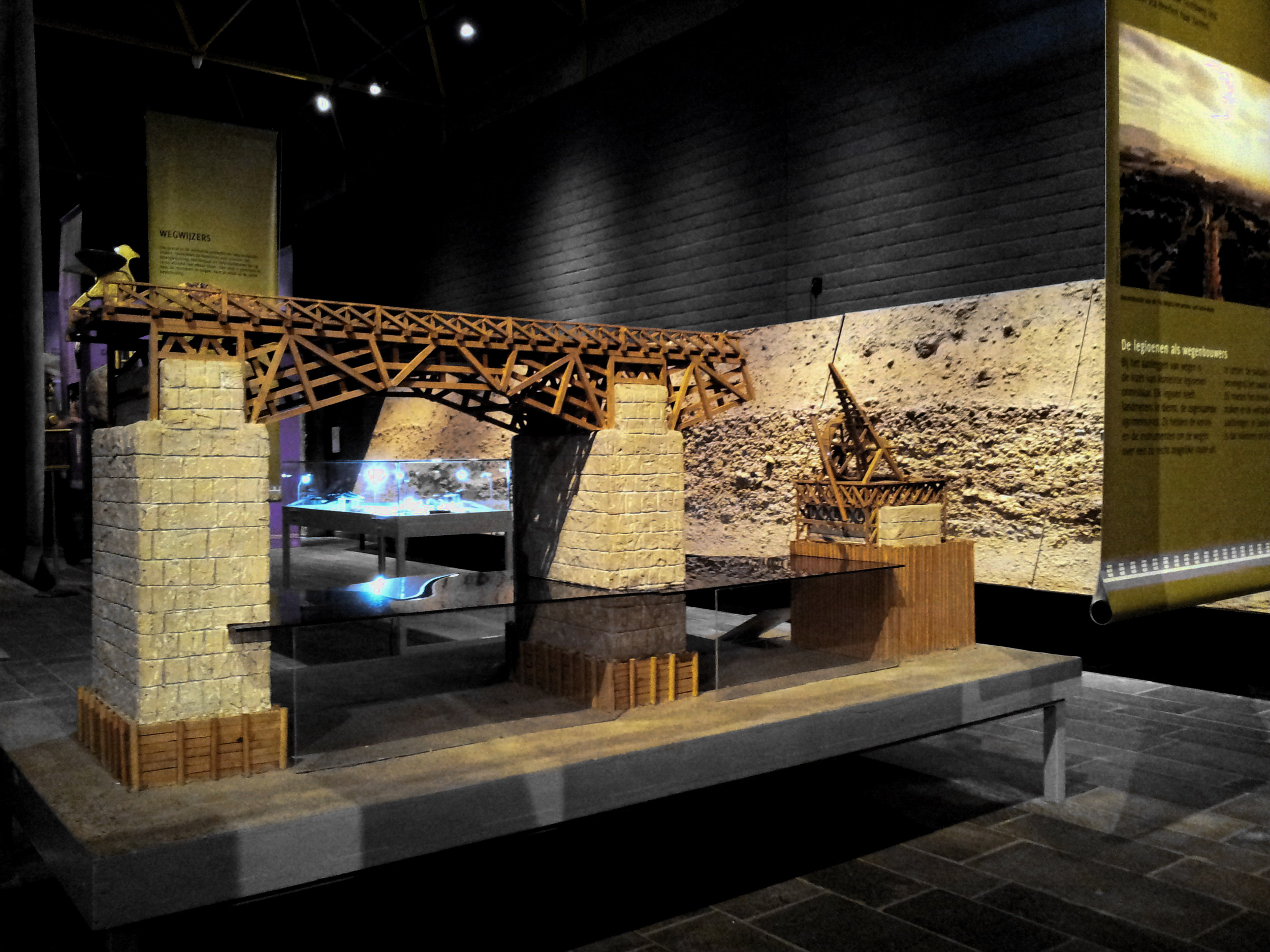
Reconstructie van de Maasbrug bij Maastricht

### Romeinse tijd
We kennen het bestaan van de Romeinse hoofdwegen uit kopieën van Romeinse documenten, met name de Peutingerkaart en het Wegenboek van Antoninus. Geregeld worden ook overblijfselen van Romeinse wegen blootgelegd bij opgravingen. Op knooppunten stond een wegwijzer, een zuil met vermelding van steden en afstanden. Langs de meeste hoofdwegen stonden houten of stenen Romeinse mijlpalen, met een interval van een Romeinse mijl (1,5 km) of een Gallische mijl (2,2 km).

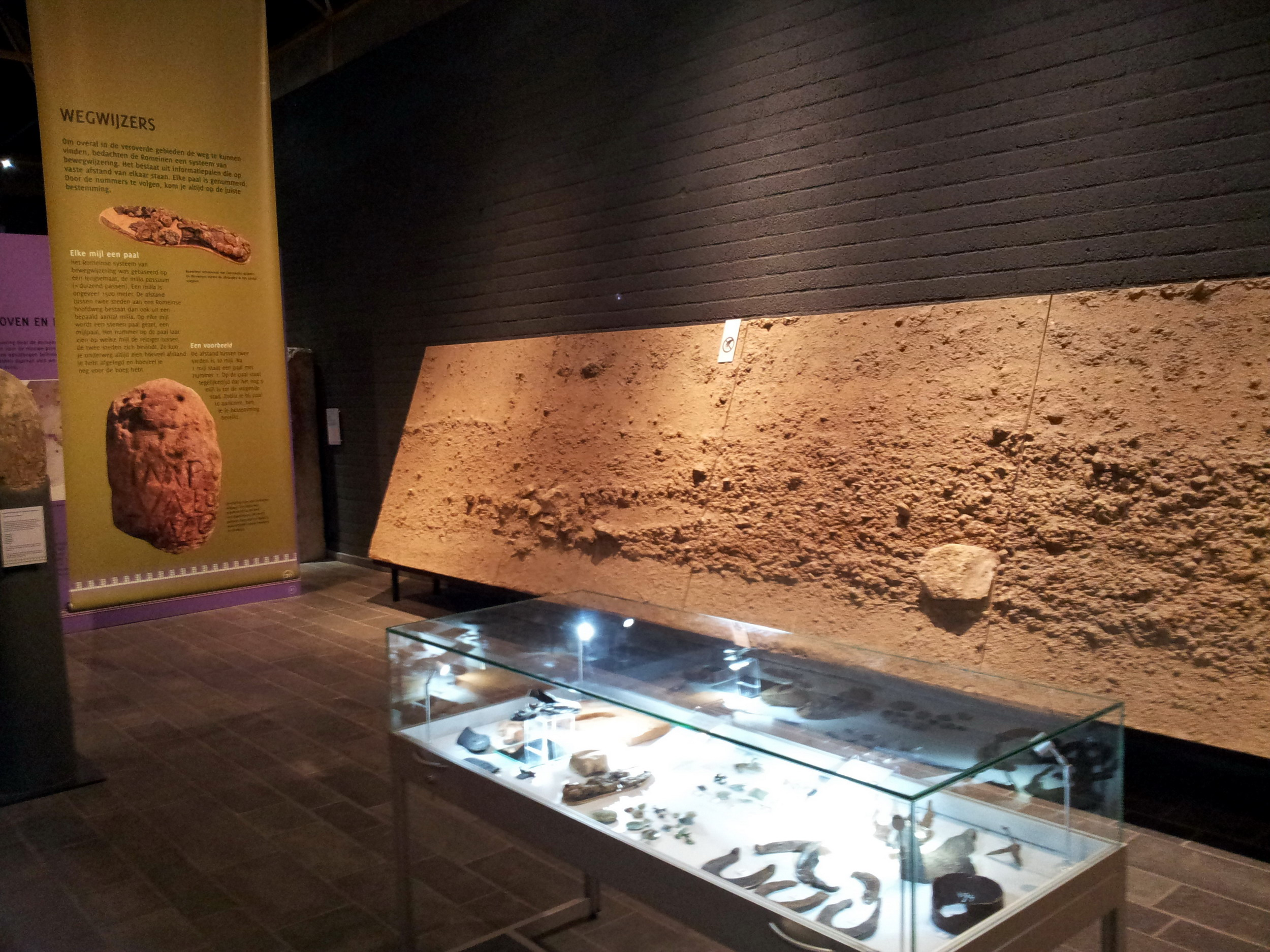
Doornsnede van een Romeins grindpakket
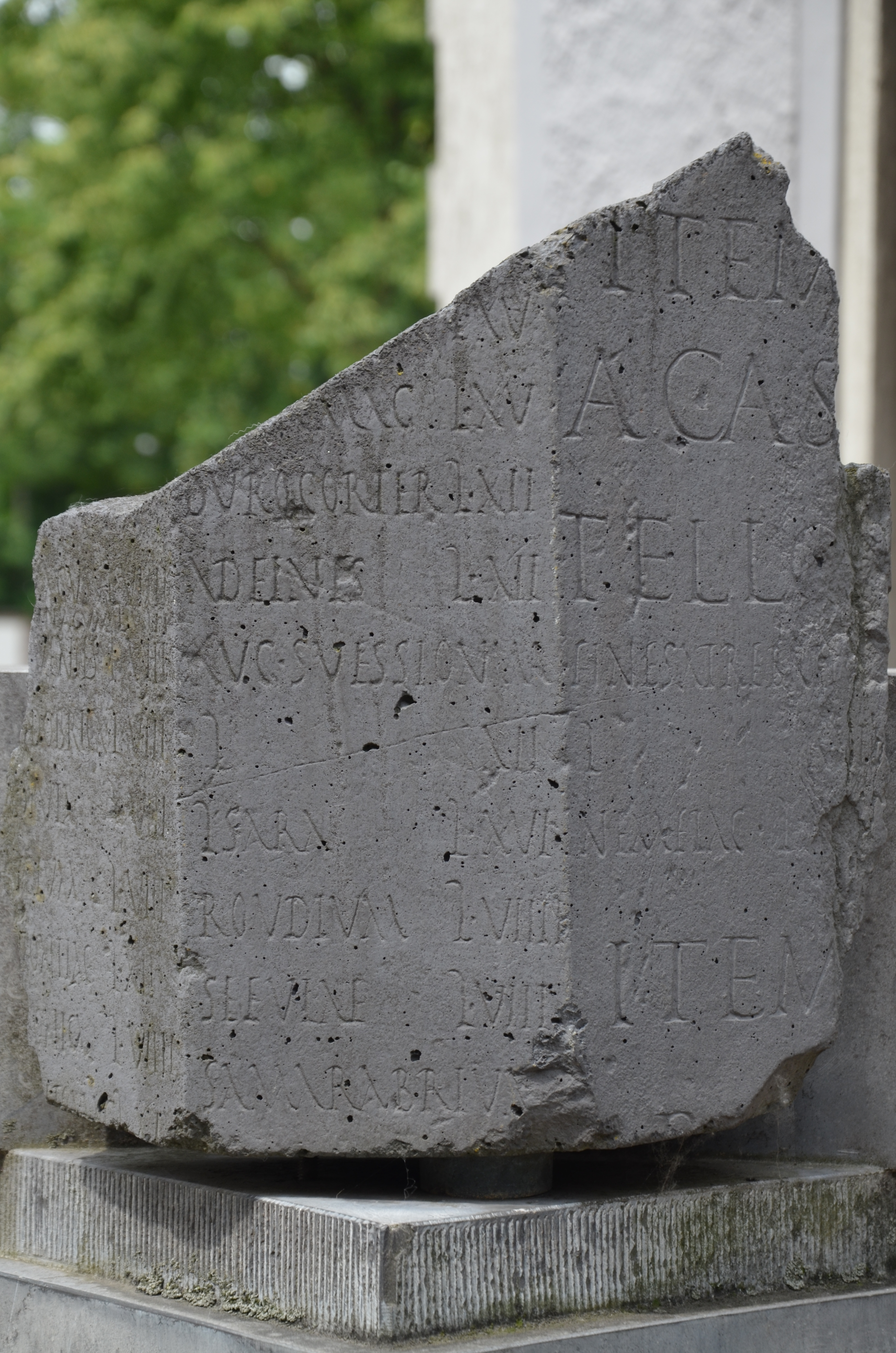
Wegwijzer gevonden in Tongeren

De heirbanen bevorderden de romanisering in de veroverde provincies. Tongeren en Doornik groeiden uit tot Romeinse steden dankzij hun ligging aan belangrijke wegen. Ook grensforten zoals Utrecht, Nijmegen en Keulen waren aangesloten op het wegennet. Verder ontstonden er talrijke wegdorpen (vici), landhuizen (villae), grafvelden en grafheuvels (tumuli). Op regelmatige afstand richtte men pleisterplaatsen op: de mutationes waar verse paarden klaarstonden, de stationes waar de koeriers halt hielden, en de mansiones waar reizigers konden overnachten.

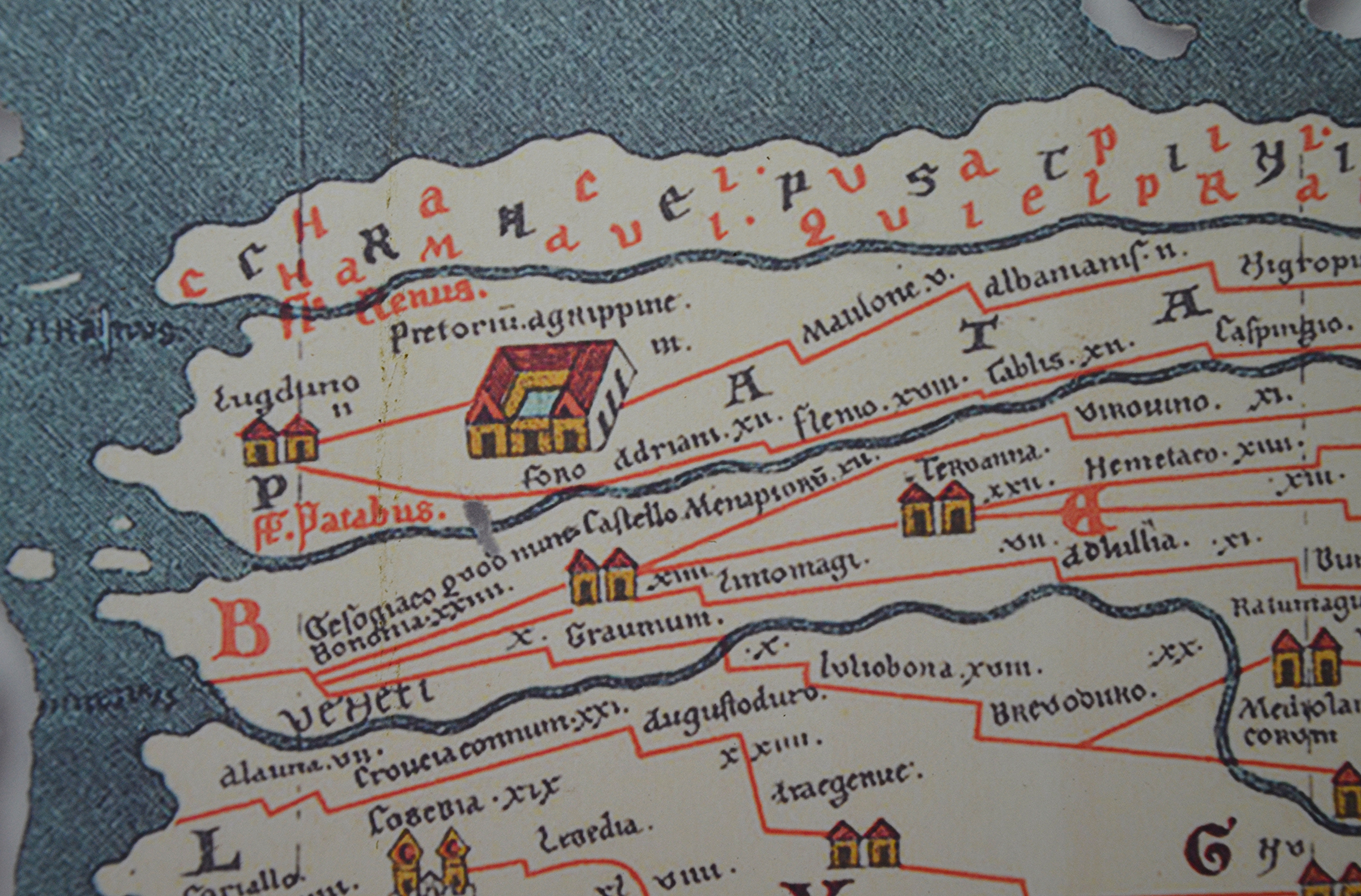
Stationes in de Benelux volgens de Peutingerkaart
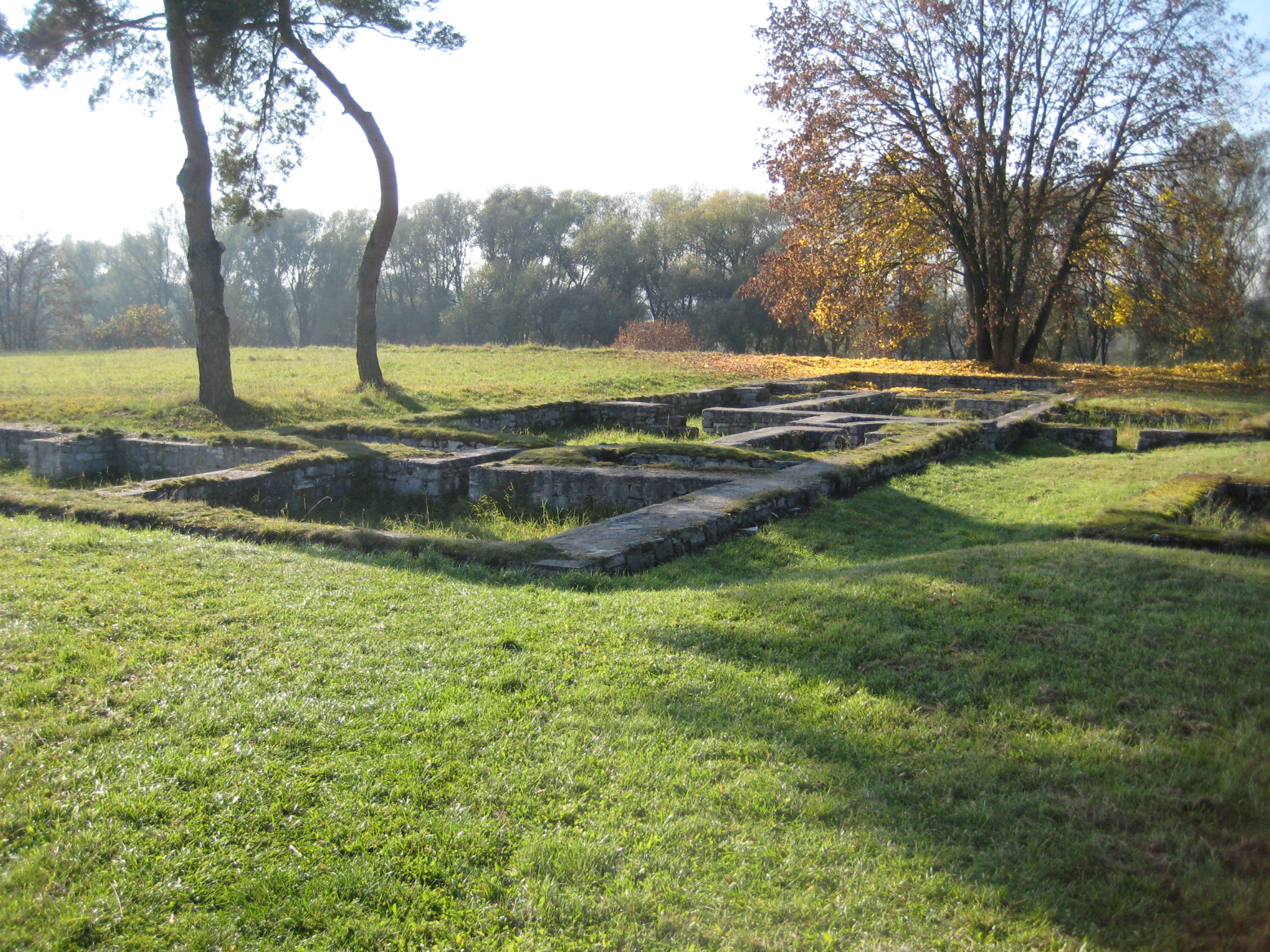
Restanten van een mansio in Beieren

### Vroegmoderne tijd
Met de Val van het West-Romeinse Rijk verdwenen ook de instanties rond het onderhoud en de planning van wegen. Wegenwerken werden een verantwoordelijkheid van lokale overheden. Naarmate het grindpakket wegsleet of bedolven raakte onder humus, vervielen de heirbanen tot veldwegen en boswegen. Desondanks bleven ze nog eeuwenlang fungeren als hoofdroutes voor handelaars, reizigers, posterijen en troepen. Dit was te danken aan hun doelgerichte tracé: vrij recht, vlak, veilig voor overstromingen, met een goede afwatering. Pas vanaf ±1700 werd er opnieuw begonnen aan bovenregionale verbindingswegen. Eerst toen verloren de heirbanen hun functie als doorgaande weg.
Door het langdurige gebruik is het tracé van heirbanen nog goed te volgen. Anno 2020 zijn diverse wegen opgenomen in wandel- en fietsroutes, onder andere tussen Katwijk en Nijmegen, tussen Maastricht en Simpelveld en tussen Bavay en Velzeke.

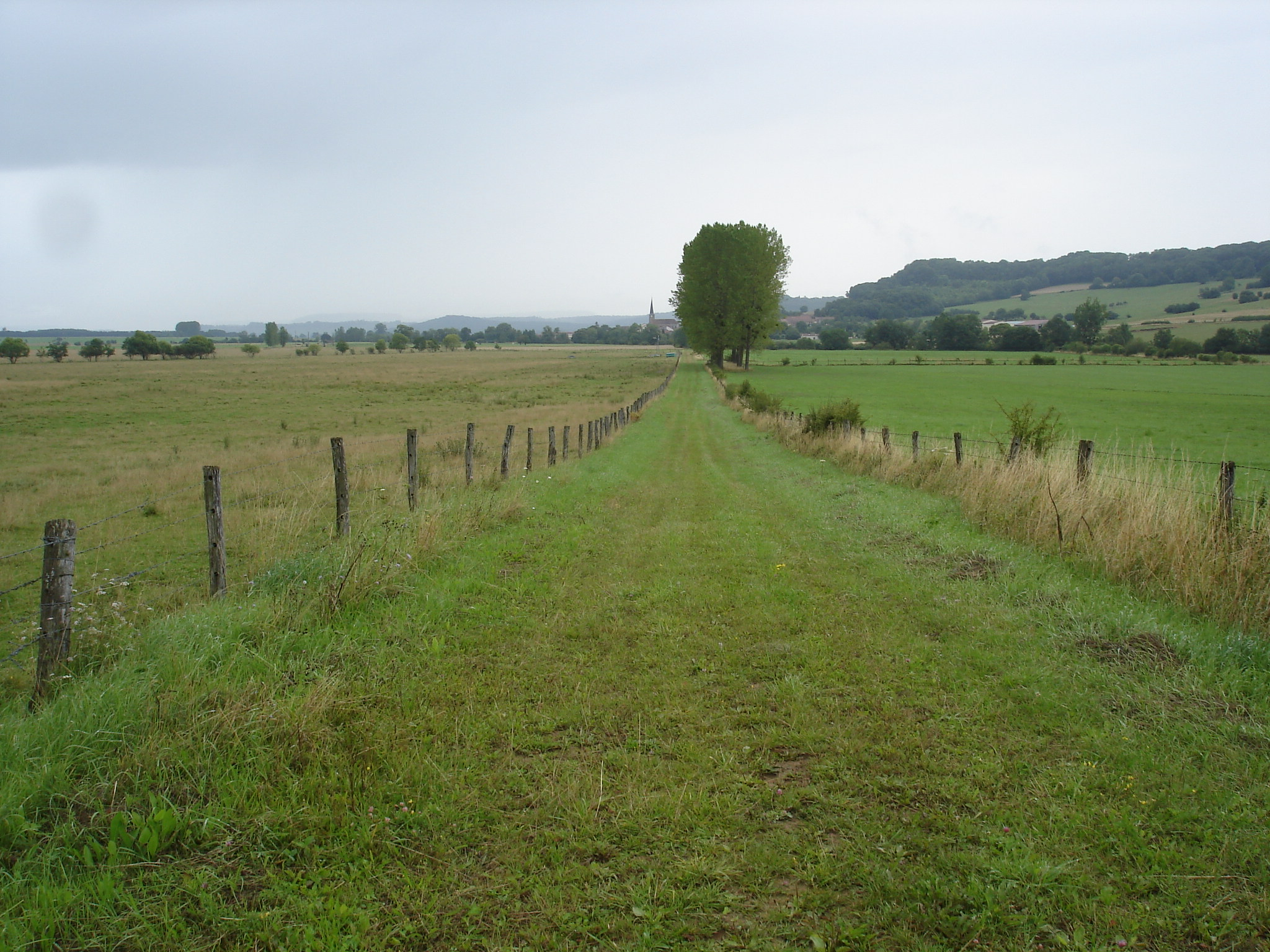
Kaarsrecht traject tussen Langres en Metz
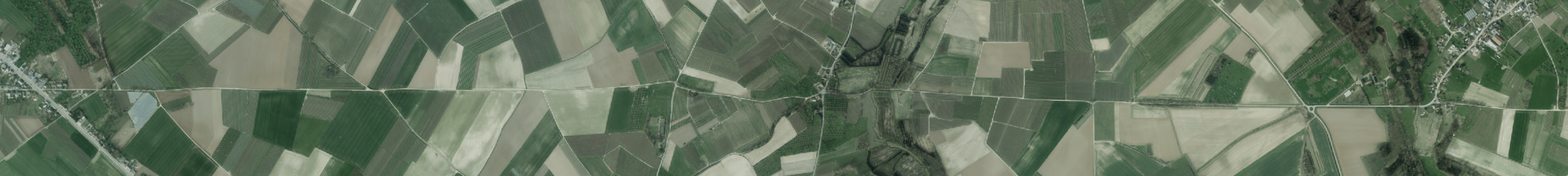
Luchtfoto van een Romeins tracé bij Helshoven

## Naamgeving
Ook na de Romeinse tijd bleven veel heirbanen in gebruik als doorgaande wegen. Nog eeuwenlang werden ze gebruikt telkens wanneer legers door de streek trokken. Ze werden daarom vaak aangeduid als "de weg van de heirs". Heir of "heer" is een Indo-Europees woord. Afgeleide woorden bestaan nog in het Duits (Heer), Frans (la guerre en l'armée) en Engels (army). Oorspronkelijk betekende het "een menigte", waarna de betekenis verschoof naar "een groep soldaten".
In de middeleeuwen werd "heirbaan/-straat/-weg" een algemene benaming voor doorgaande wegen. Hierdoor kregen veel hoofdwegen de benaming "heirbaan", ook als ze niet van Romeinse oorsprong waren. Zo is er bijvoorbeeld sprake van heirbanen in 12e/13e-eeuwse wetten in Friesland, hoewel Friesland geen deel had uitgemaakt van het Romeinse Rijk. Op diverse plaatsen in Nederland en Vlaanderen zijn straatnamen met "heir-/heer-/here-" bewaard gebleven tot op de dag van vandaag.
In Wallonië en Noord-Frankrijk heten veel middeleeuwse hoofdwegen chaussée Brunehaut. Sommige chausées Brunehaut bestonden al in de Romeinse tijd, en danken hun naam aan koningin Brunhilde die de heirbanen liet herstellen. Ook hier geldt echter dat chausée Brunehaut later een algemene benaming voor "doorgaande weg" werd.
Voormalige Romeinse wegen hebben soms straatnamen zoals:
- Heirbaan, -straat of -weg
- Heerbaan, -straat of -weg
- Here(n)baan, -straat of -weg
- Hoge Baan of Hoogstraat
- Romeinse Baan, Romeinse Kassei of Romeinse Weg
- Oude Baan
- Steenstraat of Steenpad
- Chaussée Brunehaut
- Vecquée

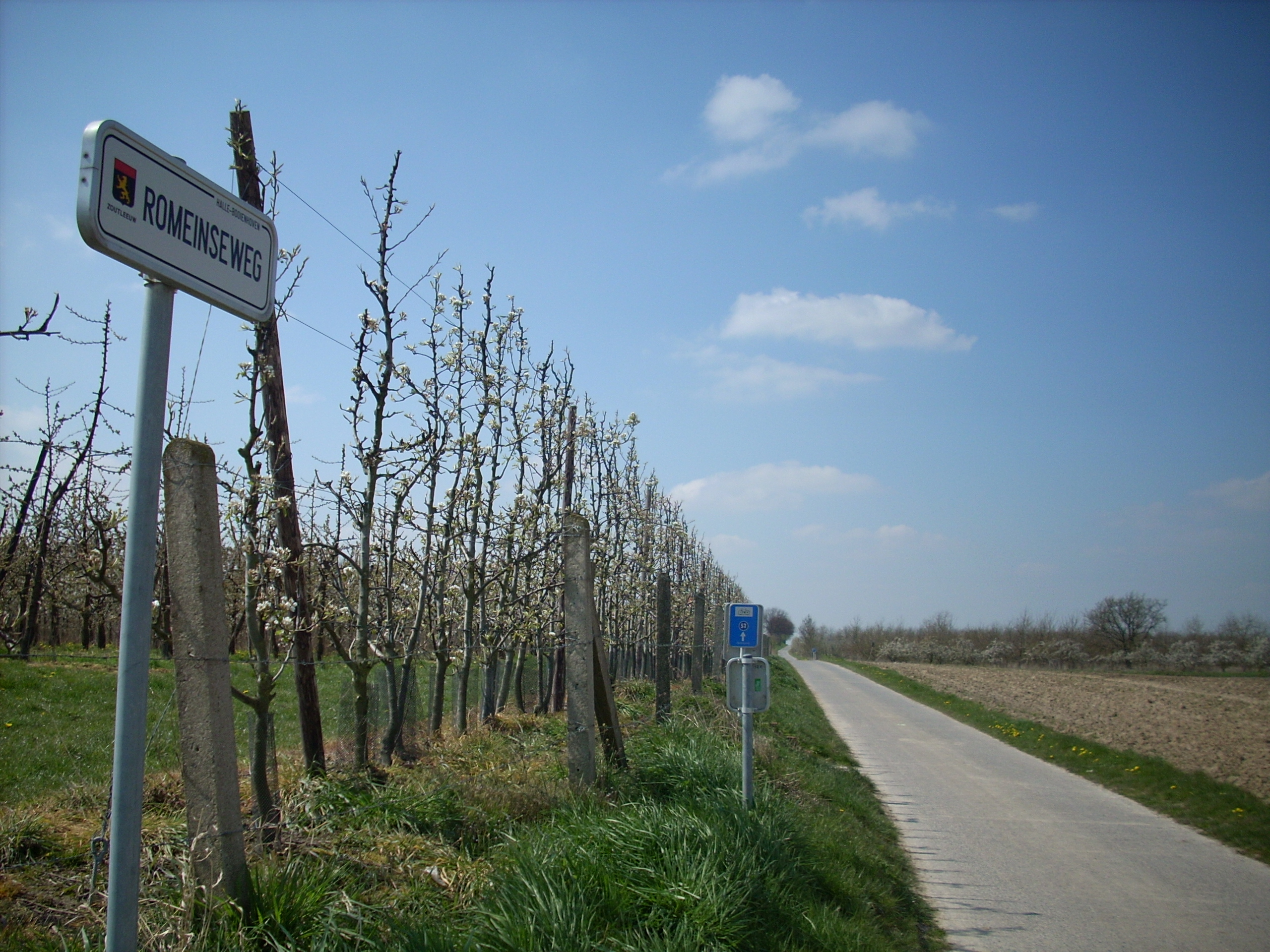
De Romeinseweg in Halle-Booienhoven
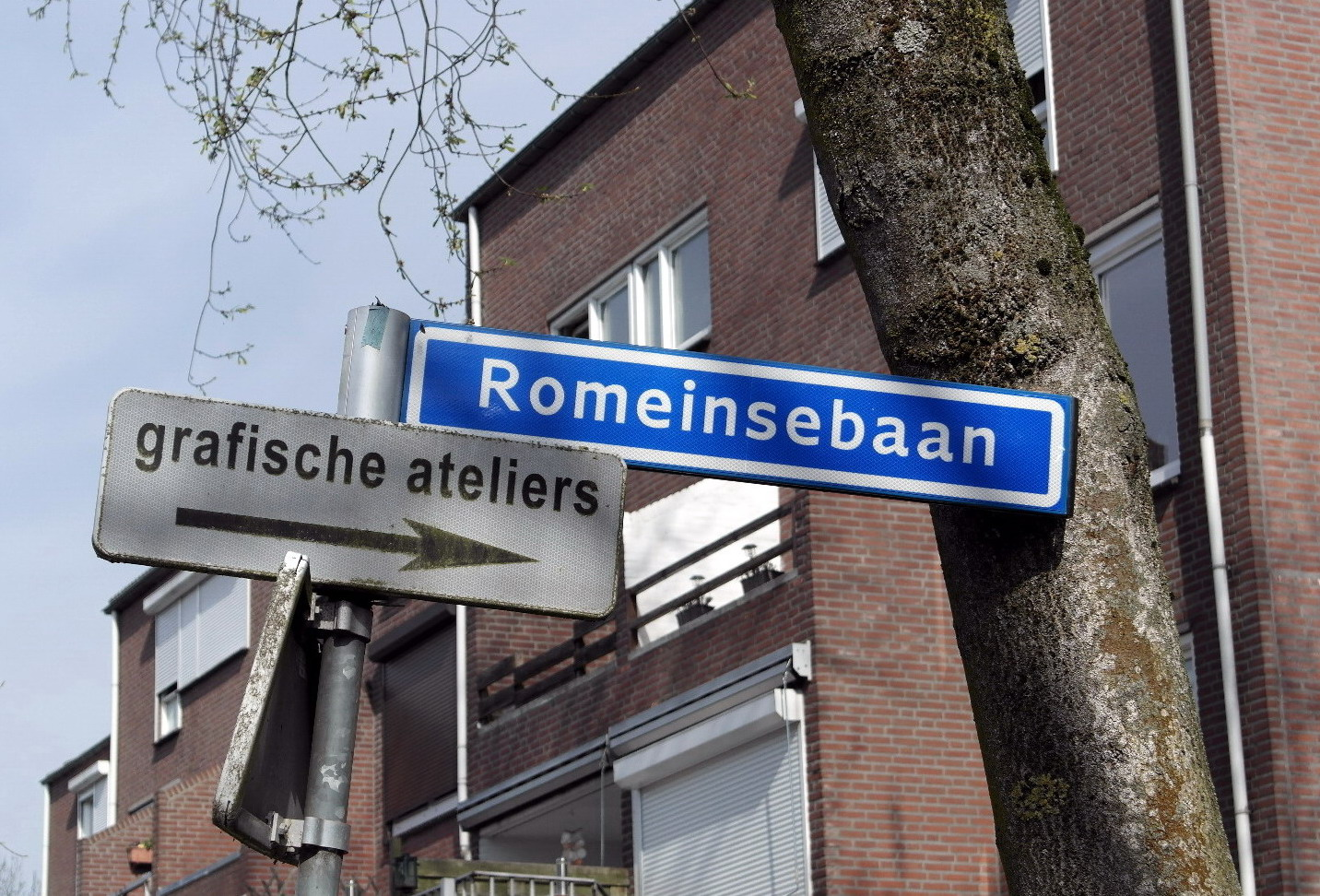
De Romeinsebaan in Maastricht

## Huidige naamgeving
In Nederland en Vlaanderen bestaan nog straatnamen zoals "Heirbaan" (Rekem), Oude Heirbaan" (Smeermaas), "Heerstraat" (Boxmeer), "Herestraat" (Groningen), "Heerbaan" (Breda), "Hereweg" (Nieuwenhagen) en "Herreweg" (Ruien). Een deel van zulke straatnamen gaat terug tot Romeinse heirbanen. Daarnaast bestaan er ook verwijzingen naar Romeinse wegen, zoals Romeinsebaan (Asse, Herne, Maastricht, Merchtem, Vissenaken), Romeinse Weg (Affligem, Zoutleeuw) en Romeinse Kassei (Tongeren), of in Duitsland Römerstraße (b.v. Via Belgica in Noordrijn-Westfalen tussen Elsdorf en Bergheim). In Wallonië en het Picardische deel van België en Noord-Frankrijk heten veel van deze wegen Chaussée Brunehau(l)t (Bavay, Edingen, Herstal, Juprelle, Morlanwelz, Silly), naar Brunhilde (534-623), die als Visigotische koningsdochter zulke wegen kende uit Italië, Spanje en Zuid-Frankrijk, en ze als Frankische koningin ook in het Frankische Rijk liet bouwen, herstellen en verder onderhouden.

## Overzicht van gekende heirbanen

### Benelux
De belangrijkste weg in het noorden van het Romeinse Rijk was de Via Belgica, die het Kanaal met de Rijn verbond. Tongeren (de administratieve hoofdplaats van de Civitas Tungrorum) en Bavay (de administratieve hoofdplaats van de Civitas Nerviorum) fungeerden als belangrijke knooppunten, vanwaar secundaire wegen in alle richtingen vertrokken.
De Peutingerkaart en het Wegenboek van Antoninus melden zes hoofdwegen:
- de Via Belgica Boulogne–Kamerijk–Keulen
  - ter hoogte van Maastricht, de heirbaan Maastricht-Blerick-Nijmegen
  - ter hoogte van Heerlen, de heirbaan Aken-Xanten
- de limesweg Katwijk–Utrecht–Nijmegen–Xanten
- de zuidroute Katwijk–Vlaardingen–Rossum–Nijmegen
- de Kiemwee(g) Reims–Aarlen–Trier

Daarnaast veronderstellen Gallo-Romeinse sites diverse secundaire wegen:
- de heirbaan Boulogne-Asse-Tongeren, een kortere variant op de Via Belgica
- de Steenstraat in West-Vlaanderen
- Bavay–Doornik–Kortrijk–Oudenburg
- Bavay–Velzeke–Colijnsplaat
- Bavay–Edingen–Asse–Rumst–Rijsbergen
- de heirbaan Tongeren-Rossum
- de heirbaan Tongeren–Amay–Aarlen–Thionville

In de vroege middeleeuwen waren er andere bovenlokale wegen die mogelijk al bestonden aan het einde van de Romeinse tijd:
- de Oude Akerweg van Maastricht naar Aken
- de chaussée Brunehault van Tongeren naar Luik
- de Via Mansuerisca door de Hoge Venen

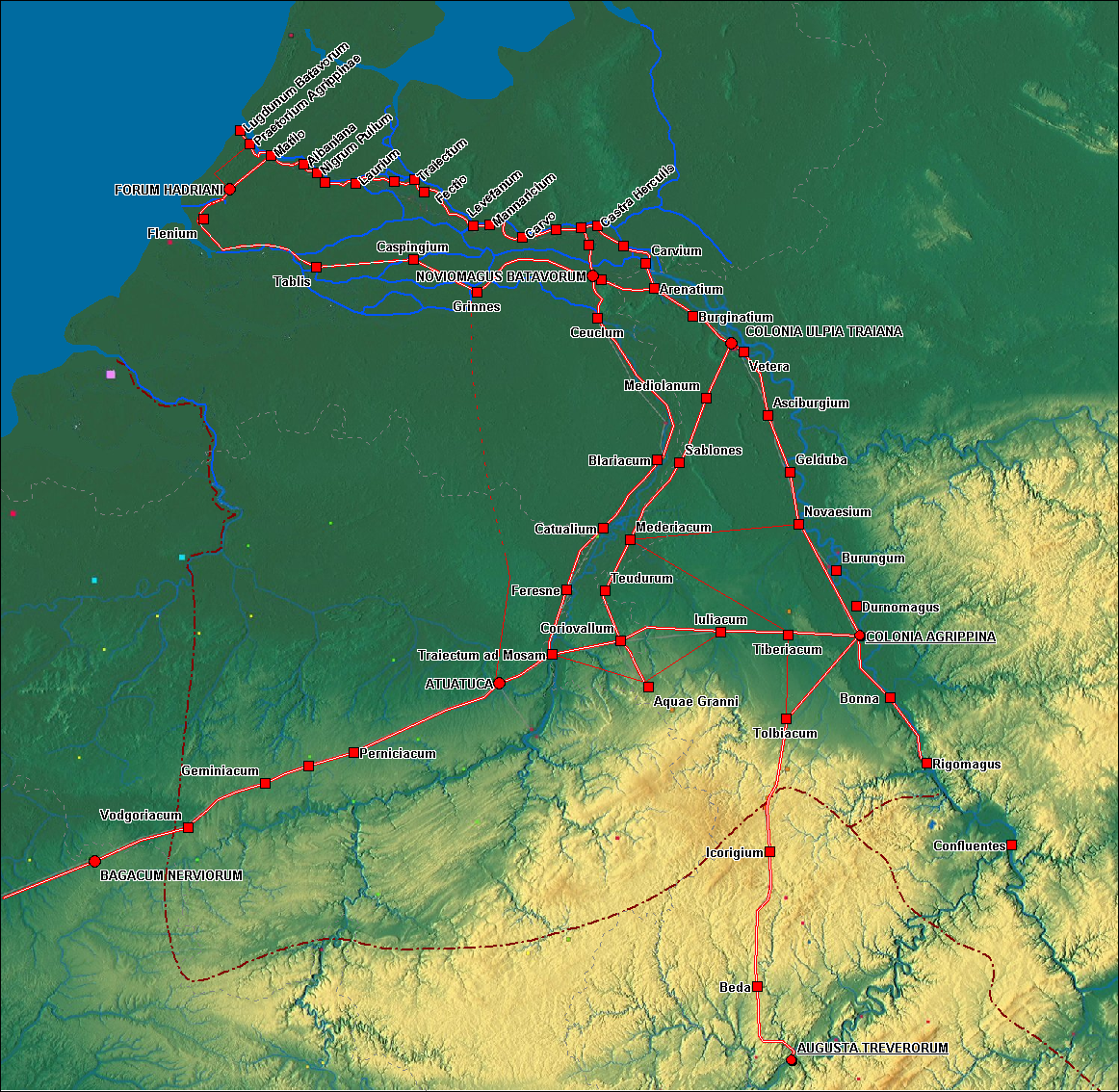
Romeinse hoofdwegen in Nederland en België
Kaarsrecht gedeelte van de Via Belgica in Henegouwen

### Brittannië
Drie hoofdassen:

Hoofdwegen in het huidige Groot-Brittannië

- Watling Street van Dover naar Londen en Wales
- vanuit Londen, de aftakking Ermine Street naar het noorden
- Fosse Way van de zuidkust naar het noorden

Tussenverbindingen en aftakkingen:
- Akeman Street
- Ermin Way
- Fen Causeway
- Peddars Way
- Portway
- Stane Street
- Stanegate
- Via Devana

### Frankrijk

Belangrijkste wegen in het huidige Frankrijk

- de Via Domitia (118 v.Chr.) Turijn–Nîmes–Narbonne–Perpignan
  - de aftakking Via Aquitania Narbonne–Toulouse–Bordeaux
- de Via Agrippa (± 35 v.Chr.) Arles–Valence–Lyon–Metz–Trier–Keulen
  - aftakking naar Aquitanië: Lyon–Clermont-Ferrand–Limoges–Saintes
  - aftakking naar Bretagne: Chalon–Autun–Bourges–Tours–Angers–Rennes
  - aftakking naar Normandië: Chalon–Autun–Auxerre–Parijs–Rouen
  - aftakking naar het Kanaal: Langres–Reims–Soissons–Amiens–Boulogne
- de limes (± 50 na Chr.) Bazel–Straatsburg–Mainz–Keulen
- diverse verbindingen tussen deze hoofdwegen

### Spanje en Portugal
De Peutingerkaart geeft onder andere weer:
- de Via Augusta Figueres–Barcelona–Tarragona–Valencia–Cádiz
- de heirbaan Tarragona–Zaragoza–Titulcia–Toledo–Merida–Lissabon
- de heirbaan Zaragoza–Ponferrada–Lugo–Coruña

### Italië
- Hoofdwegen vanuit Rome:

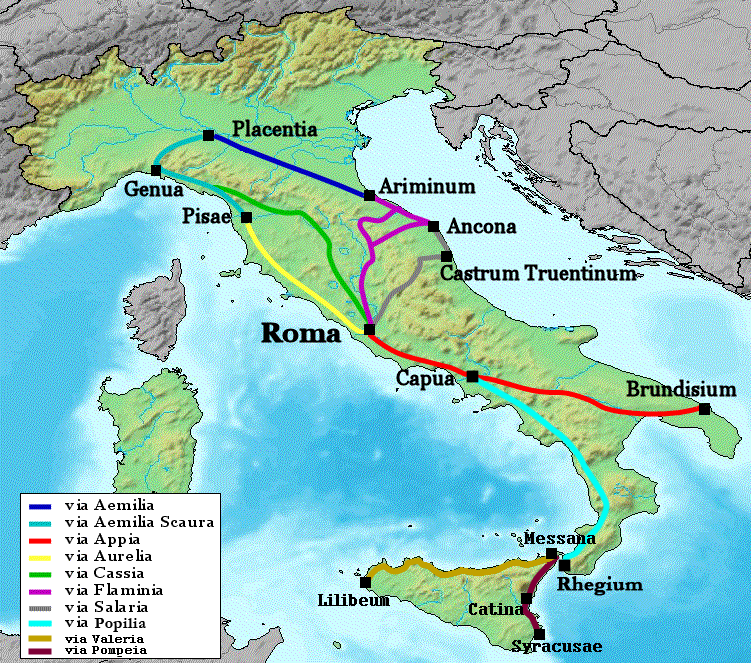
Belangrijkste wegen in het huidige Italië

  - in zuidelijke richting: de Via Appia naar Capua, Venosa en Brindisi
    - de aftakking Via Popilia naar Napels en Reggio
    - de aftakking Via Traiana naar Bari

  - in noordoostelijke richting: de Via Salaria naar Rieti en Martinsicuro
  - in noordelijke richting: de Via Flaminia naar Fano en Rimini
  - in noordwestelijke richting: achtereenvolgens de Via Cornelia, Via Aemilia Scauri, Via Aurelia en Via Julia Augusta naar Pisa, Genua en Nice

- Hoofdwegen in Noord-Italië:
  - de Via Postumia Genua–Piacenza–Verona–Aquileia
  - de Via Aemilia Piacenza–Bologna–Rimini
  - de Via Mala Casteggio–Milaan–Lindau
  - de Via Claudia Augusta Verona–Innsbruck–Augsburg

- Diverse regionale wegen in Latium

### Balkan
- de Via Egnatia (146 v.Chr.) Durrës (Albanië)–Thessaloniki (Griekenland)–Constantinopel (Turkije)

### Midden-Oosten
- Heirbaan Antiochië-Chalcis